# Sinolapotamon cirratum
Sinolapotamon cirratum — вид прісноводних крабів родини Potamidae. Описаний у 2023 році.

## Поширення
Ендемік Китаю. Відомий лише у типовому місцезнаходженні — лісопарк Дуцяошань у Гуансі-Чжуанському автономному районі на півдні країни. Зібраний у тимчасових калюжах та під вологими каміннями.

## Опис
Невеликий краб. Розмір карапакса самця (голотипу) 17,90 × 15,50 мм.